# Malvals
Les malvals (Malvales) són un ordre de plantes angiospermes. L'actual sistema APG IV de classificació de les angiospermes situa aquest ordre dins del clade de les màlvides, un subclade de les ròsides, i s'hi inclouen 10 famílies amb unes 6.000 espècies agrupades en més de 300 gèneres.

## Particularitats

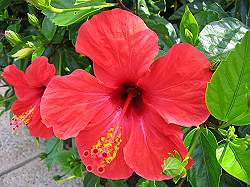
Hibiscus rosa-sinensis

Les plantes d'aquest ordre són principalment arbusts i arbres.
Tenen una distribució més àmplia en climes tropicals i subtropicals que en zones de clima temperat.
A Madagascar són endèmiques les famílies de les malvals Sphaerosepalaceae, Sarcolaenaceae i Diegodendraceae.
La morfologia de les famílies és molt diversa i tenen poques caractarístiques comunes.
Dins de la classificació filogenètica del sistema APG II l'ordre està ubicat als eudicots i dins dels eurosids II.

## Famílies
Segons el sistema APG n'hi ha les següents famílies:
- Bixaceae
- Cistaceae
- Cochlospermaceae
- Diegodendraceae
- Dipterocarpaceae
- Malvaceae
- Muntingiaceae
- Neuradaceae
- Sarcolaenaceae
- Sphaerosepalaceae
- Thymelaeaceae